# Caen ostroma (1346)
Caen ostroma a százéves háború egyik csatája volt, amely 1346. július 26-án zajlott le. Az angol csapatok, érkezésük után azonnal, lerohanták a franciákat, akik rossz védekezési taktikát választottak, így a város néhány óra alatt elesett. Az angolok vérfürdőt rendeztek, a szegényebb lakosokat leölték. A gazdagabbakat a remélt váltságdíj fejében foglyul ejtették, majd Angliába vitették.

## Előzmények
1346. július 12-én az angol flotta megérkezett Saint-Vaast-la-Hougue-hoz, és megkezdődött a sereg partraszállása. Az angolok nem ütköztek komoly ellenállásba, ugyanis a fő francia sereg a Szajnától északra állomásozott, a közeli garnizonokban pedig csak kevés katona volt. Az angolok érkezésére a helyiek elmenekültek, a vidék harminc kilométeres sugarú körben kiürült, még La Hougue is elnéptelenedett. III. Eduárd angol király utasítást adott ki, amelyben megtiltotta a harcképtelen franciák meggyilkolását, a templomok és szentélyek kirablását, a gyújtogatást. A parancsnak nem volt foganatja, július 13-án már La Hougue is lángokban állt.
Július 14-én az első angol alakulatok elérték Barfleurt, a környék legnagyobb kikötőjét. Eduárd úgy döntött, hogy Rouen felé indulnak, és feldúlják Île-de-France-t és a Szajna völgyét. A Cotentin-félsziget erősségei közül csak Cherbourg erődje tartott ki, de a várost az angolok elpusztították. Erre a sorsra jutott Valognes is.
VI. Fülöpnek nem állt rendelkezésére akkora haderő, hogy nyílt csatára kényszerítse és megverje az angolokat, helyőrségei túlságosan szétszórtak voltak ehhez. Normandiai János serege még mindig délen volt, és Aiguillont próbálta bevenni. A francia erőfeszítések mindössze arra korlátozódtak a nyár közepén, hogy lassítsák a támadók előrehaladását mindaddig, amíg sikerül egy kellően nagy sereget összehívni. A terv az volt, hogy Caennál, a Rouentól nyugatra eső legnagyobb, fallal védett városnál tartóztatják fel.
1346. július 25-én az angol szárazföldi sereg Caentól 15 kilométerre, Fontenay-le-Pesnelnél táborozott le. Eduárd követet küldött a városba, azzal a felszólítással, hogy adják meg magukat. Ígéretet tett arra, hogy megkíméli a lakók életét, javait és otthonait. A helyőrség tanácsa visszautasított a megadást. Bayeux püspöke széttépte a levelet, és börtönbe vetette az azt kézbesítő szerzetest.

## A város
Caen az Orne folyóra támaszkodott, amely a Szajna előtti legerősebb természetes védelmi vonala volt a franciáknak. Normandia második legnagyobb városa volt Rouen után, békeidőben 8-10 ezer lakossal. II. Raoul, Eu grófja, a legnagyobb normandiai francia sereg parancsnoka az összes katonáját bárkákba ültette, és Harfleurből Caenba vitette az Orne-on, amint megérkezett az angol invázió híre. Csatlakozott hozzá Jean de Melun kamarás is. Később a királyi tanács is jóváhagyta a sereg áthelyezését. A következő két hétben minden hadra fogható embert Caenba küldtek, és a városban komoly tartalékot és ellátmányt halmoztak fel.
Caen az Orne és az Odon ágai között, ingoványos területen feküdt. Fő védelmi pontja Hódító Vilmos hatalmas erődje volt. Az alatta fekvő óvárost azonban csak alacsony falak védték, amelyeket a 11. században építettek. Az Odon a déli fal mentén folyt. Az Odon és a még délebbre folyó Orne között feküdt a Szent János-sziget, amely Caen leggazdagabb része volt. A szigetet egy erődített híd kötötte össze a várossal. Caenon kívül két nagy apátság volt, az Abbaye aux Hommes és az Abbaye aux Dames, mindkettő saját fallal védve. Az egyházi létesítményeket a caeniek kénytelenek voltak kiüríteni, mert nem volt elég ember a megvédésükre. Az ostromkor ezer-ezerötszáz katona volt a városban, köztük néhány száz genovai számszeríjász.
A caeniak megpróbálták megerősíteni a falakat az északi és a nyugati oldalon árkokkal és cölöpsáncokkal. A déli fal elé harminc bárkát horgonyoztak le az Odon partja mentén, és számszeríjászokat helyeztek el rajtuk. Az angolok július 26. reggelén, kilenc óra körül, az egész éjszakán át tartó menetelés után jelentek meg a várost körülvevő alacsony dombok gerincén. Az angol sereg nagyságának láttán a két francia parancsnok új döntést hozottː nem a fallal körbevett óvárost, hanem a fallal nem védett Szent János-szigetet védik meg. A terv megváltoztatását valószínűleg azok a polgárok érték el, akiknek a szigeten volt a vagyonuk. A várban körülbelül kétszáz lovag és száz genovai számszeríjász maradt Bayeux püspökének vezetésével.
Az óváros polgárai és a helyőrség többi katonája ezután a Szent Péter hídon a szigetre ment. A sziget védelme gyenge volt, mindössze az Odonon horgonyzó bárkák és néhány az északi és déli oldalon sebtében felhúzott barikád védte. A keleti és a nyugati oldalon csak a folyó választotta el a franciákat és az angolokat. A vízszint a száraz nyár miatt alacsony volt.

## Az ostrom
A walesi herceg északról megkerülte a várost, és az Abbaye aux Dames-ban alakította ki főhadiszállását. Kísérletképpen Warwick grófjának vezetésével néhányan megrohanták az óváros nyugati kapuját, és behatoltak az üres utcákba. Őket Northampton és Richard Talbot, valamint a katonák tömege követte. Amikor elérték a Szent János-szigetre vezető hidat, néhányan gyújtogatni kezdtek, mások viszont megrohanták a hidat védő barikádot, és kézitusába bocsátkoztak a franciákkal.
Rövid időn belül szinte az összes francia katona és sok felfegyverkezett polgár érkezett a helyszínre, és a híd szigeti hídfője mögötti kicsi területen zsúfolódott össze. A túlsó oldalon egyre több angol és walesi kapcsolódott be a csatába. III. Eduárd a sereg nagyobbik részével a város másik oldalán táborozott, és amikor megtudta, hogy csapatai rendezetlenül megkezdték a támadást, visszavonulásra utasította Warwickot, de parancsait a katonák figyelmen kívül hagyták. Az összecsapás egyre kiterjedtebb lett.
Az angolok megpróbáltak átgázolni a folyón a sziget védtelen oldalain, miközben a genovaiak a kikötött bárkákból lőtték őket. Az angoloknak sikerült elérniük a hajókat, kettőt felgyújtottak, a többire pedig felmásztak, majd átverekedték magukat a partra. A folyó mentén több helyen áttörték a francia védelmi vonalat, és hátulról támadták meg a hidat védő franciákat. A lovagok és parancsnokok többsége a hídnál harcolt, Robert Bertrand-nak azonban sikerült átszöknie az óvárosba, majd onnan bejutnia a várba. II. Raoul és Melun a hídtorony felső emeletére húzódott vissza. Alattuk az angolok vérfürdőt rendeztek.
A gyilkolást csak az angol lovagok hagyták abba, hogy foglyokat ejtsenek a későbbi váltságdíj reményében. A francia urak, lovagok megadták magukat a rangban egyenlő angoloknak. II. Raoul Thomas Holland előtt tette le a fegyvert, akivel az 1330-as években együtt harcolt a balti keresztesháborúban, míg a kamarás Thomas Daniel túsza lett. Nagyjából száz lovag, százhúsz alacsonyabb rangú úr és a város gazdag polgárainak jelentős része került fogságba. Ők voltak a szerencsések, ugyanis az angolok a többi több mint 2500 caenit legyilkolták. Rajtuk kívül sokan estek áldozatul a mezőkön, miközben menekülni próbáltak. Egy szemtanú ötezerre tette a teljes francia veszteséget. Ötszáz franciát a szigeten álló Szent János-templom udvarán ásott tömegsírba temettek. Az angol veszteséget nem összegezték, egy lovag haláláról tudni, de valószínűleg sok gyalogos és íjász is elesett azok közül, akik először bocsátkoztak harcba.

## A csata után
Az angolok öt napig maradtak még Caenba, megpróbálták bevenni a várat, de nem sikerült. A várost teljesen kirabolták. Eduárd úgy tervezte, hogy Párizs és Rouen között átkel a Szajnán, majd a Somme felé vonul tovább. Erősítésre is szüksége volt, főleg íjászokra. Utasítás adott 1200 kelet- és délkelet-angliai íjász besorozására. Száz újabb hajót igényelt azok helyett, amelyek visszatértek Angliába, hogy biztosítsa a folyamatos utánpótlásszállítást. A király augusztus 20-át adta meg határidőnek. Célállomásként Le Crotoy térségét jelölte ki. Nagyjából háromszáz foglyot Angliába szállíttatott Huntingdon grófjának felügyeletével. A rabokat különböző angol várakban helyezték el. Az alacsonyabb rangúaknak általában gyorsan sikerült kiváltaniuk magukat, a nagyurakért azonban akkora váltságdíjat kértek fogva tartóik, hogy némelyik éveket töltött a szigetországban. Eu grófját a király 1347-ben 12 ezer fontért megvásárolta Thomas Hollandtől, majd három év múlva elengedte, hogy maga gyűjtse össze váltságdíját. A grófot II. János nemsokára kivégezték, így az angol uralkodó valószínűleg nem kapta meg a várt összeget. A kamarást, Tancarville grófját a walesi herceg magáénak tekintette, hiszen Thomas Daniel az ő seregébe tartozott. A herceg csak 666 fontot, valamint életjáradékot fizetett a lovagnak érte.